# Quận Pender, North Carolina
Quận Pender là một quận nằm ở tiểu bang Bắc Carolina. Tại thời điểm năm 2000, quận có dân số 41.082 người. Quận lỵ đóng ở Burgaw6.
Quận được lập năm 1875 từ quận New Hanover. Quận đã được đặt tên theo William Dorsey Pender của quận Edgecombe.

## Địa lý
Theo Cục điều tra dân số Hoa Kỳ, quận có tổng diện tích 933 dặm Anh vuông (2.416 km²), trong đó, 871 dặm Anh vuông (2.255 km²) là diện tích đất và 62 dặm Anh vuông (160 km²) trong tổng diện tích (6,64%) là diện tích mặt nước.

### Các thị trấn
Quận được chia thành 10 xã: Burgaw, Canetuck, Caswell, Columbia, Grady, Holly, Long Creek, Rocky Point, Topsail, và Union.

### Các quận giáp ranh
- Quận Duplin, Bắc Carolina - Bắc
- Quận Onslow, Bắc Carolina - Đông bắc
- Quận New Hanover, Bắc Carolina - Nam
- Quận Brunswick, Bắc Carolina - Nam-Tây nam
- Quận Columbus, Bắc Carolina - Tây nam
- Quận Bladen, Bắc Carolina - Tây
- Quận Sampson, Bắc Carolina - Tây bắc

## Thông tin nhân khẩu
Theo cuộc điều tra dân số2 tiến hành năm 2000, quận này có dân số 41.082 người, 16.054 hộ, và 11.719 gia đình sinh sống trong quận này. Mật độ dân số là 47 người trên mỗi dặm Anh vuông (18/km²). Đã có 20,798 đơn vị nhà ở với một mật độ bình quân là 24 trên mỗi dặm Anh vuông (9/km²). Cơ cấu chủng tộc của dân cư sinh sống tại quận này gồm 72,74% người da trắng, 23,58% người da đen hoặc người Mỹ gốc Phi, 0,49% người thổ dân châu Mỹ, 0,18% người gốc châu Á, 0,03% người các đảo Thái Bình Dương, 2,03% từ các chủng tộc khác, và 0,94% từ hai hay nhiều chủng tộc. 3,64% dân số là người Hispanic hoặc người Latin thuộc bất cứ chủng tộc nào.
Có 16.054 hộ trong đó có 29,40% có con cái dưới tuổi 18 sống chung với họ, 57,90% là những cặp kết hôn sinh sống với nhau, 11,20% có một chủ hộ là nữ không có chồng sống cùng, và 27,00% là không gia đình. 22,90% trong tất cả các hộ gồm các cá nhân và 8,50% có người sinh sống một mình và có độ tuổi 65 tuổi hay già hơn. Quy mô trung bình của hộ là 2,49 còn quy mô trung bình của gia đình là 2,90,
Phân bố độ tuổi của cư dân sinh sống trong huyện là 23,20% dưới độ tuổi 18, 7,40% từ 18 đến 24, 29,50% từ 25 đến 44, 25,80% từ 45 đến 64, và 14,10% người có độ tuổi 65 tuổi hay già hơn. Độ tuổi trung bình là 39 tuổi. Cứ mỗi 100 nữ giới thì có 101,20 nam giới. Cứ mỗi 100 nữ giới có độ tuổi 18 và lớn hơn thì, có 99,50 nam giới.
Thu nhập bình quân của một hộ ở quận này là $35.902, và thu nhập bình quân của một gia đình ở quận này là $41.633, Nam giới có thu nhập bình quân $31.424 so với mức thu nhập $21.623 đối với nữ giới. Thu nhập bình quân đầu người của quận là $17.882, Khoảng 9,50% gia đình và 13,60% dân số sống dưới ngưỡng nghèo, bao gồm 18,60% những người có độ tuổi 18 và 14,40% là những người 65 tuổi hoặc già hơn.